# Callisphyris fritzi
Callisphyris fritzi là một loài bọ cánh cứng trong họ Cerambycidae.